# کوه کویا
کوه کویا (به ژاپنی: 高野山، Kōya-san) نام کوهی در استان واکایاما در جنوب اوساکا است.

## نگارخانه

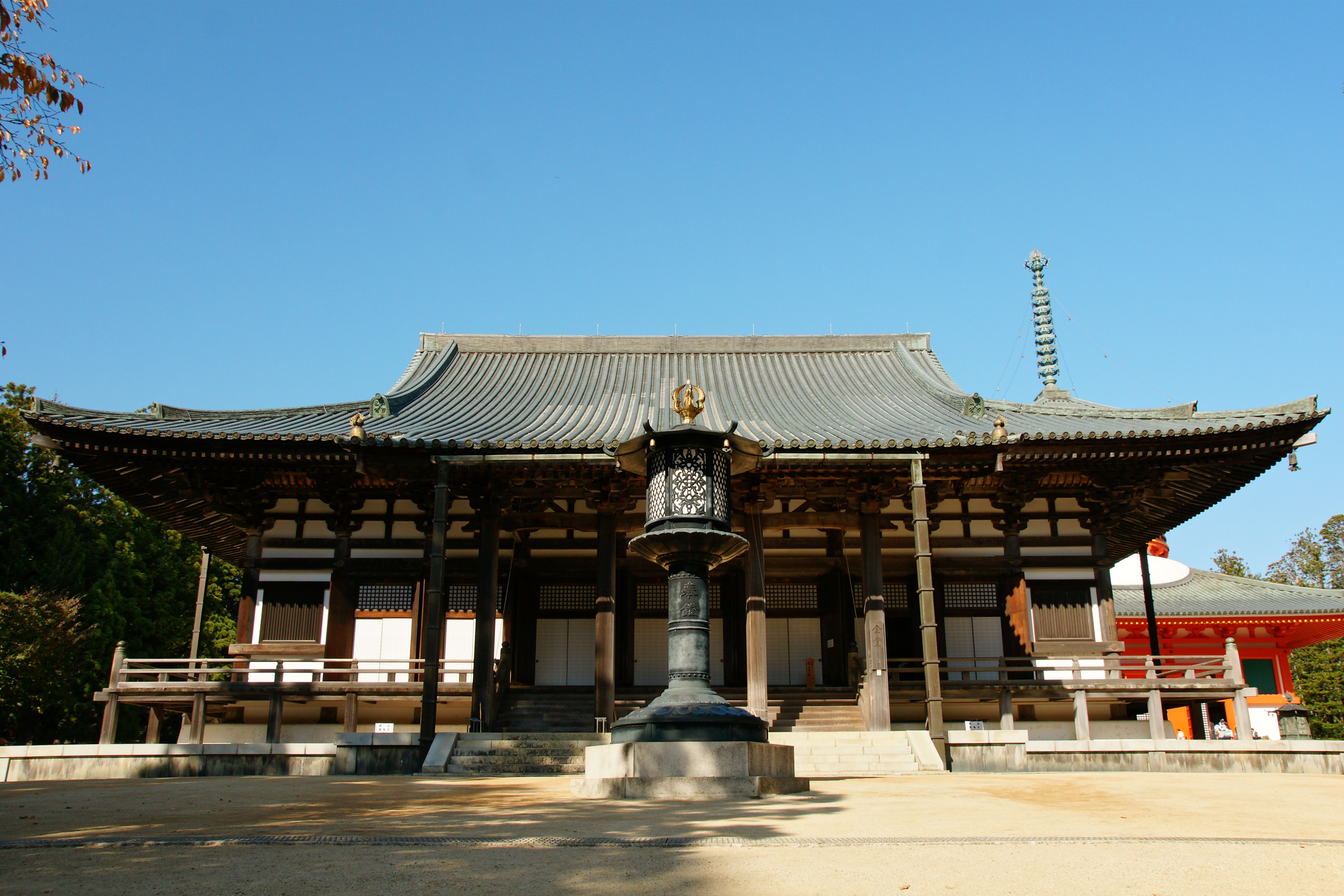
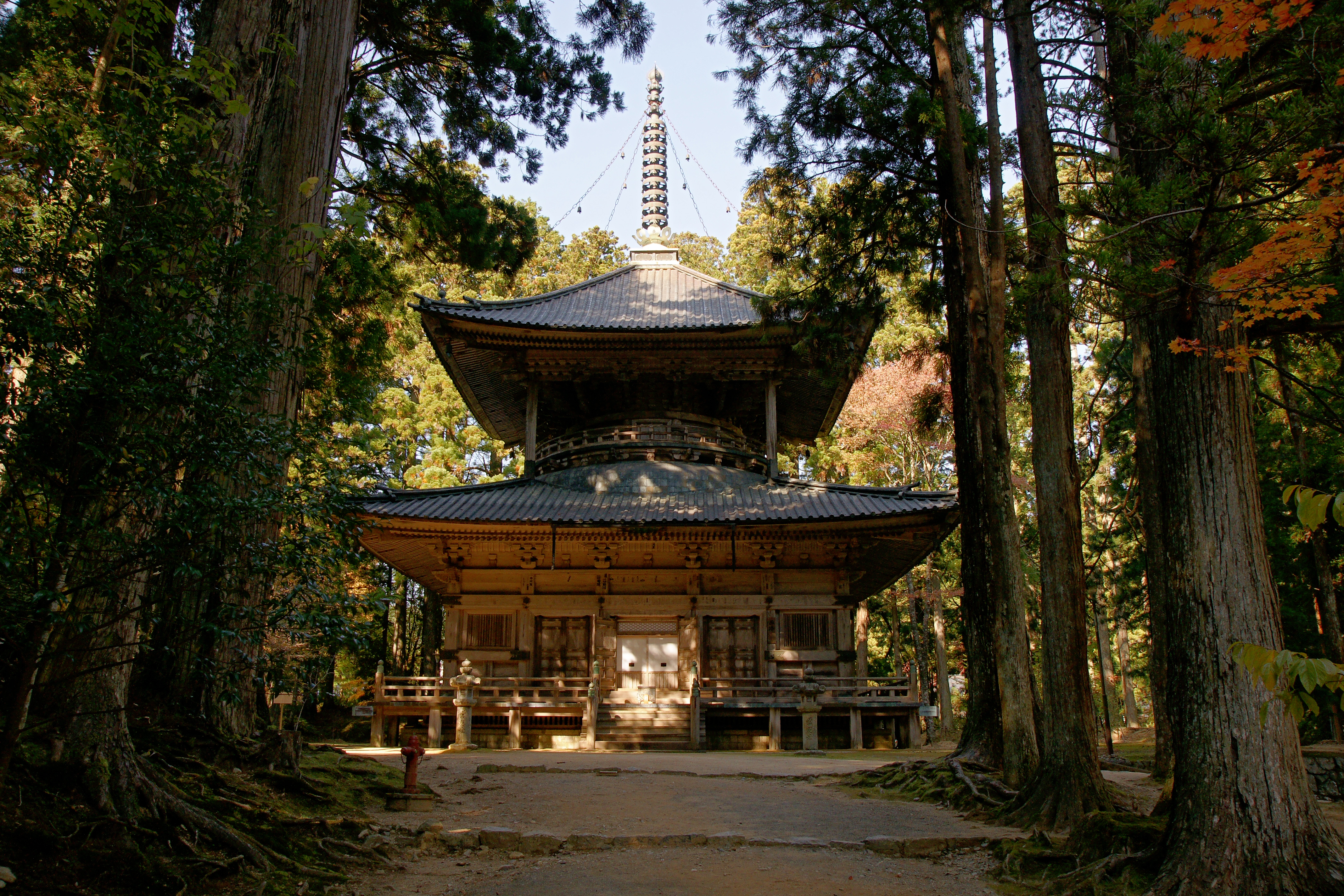
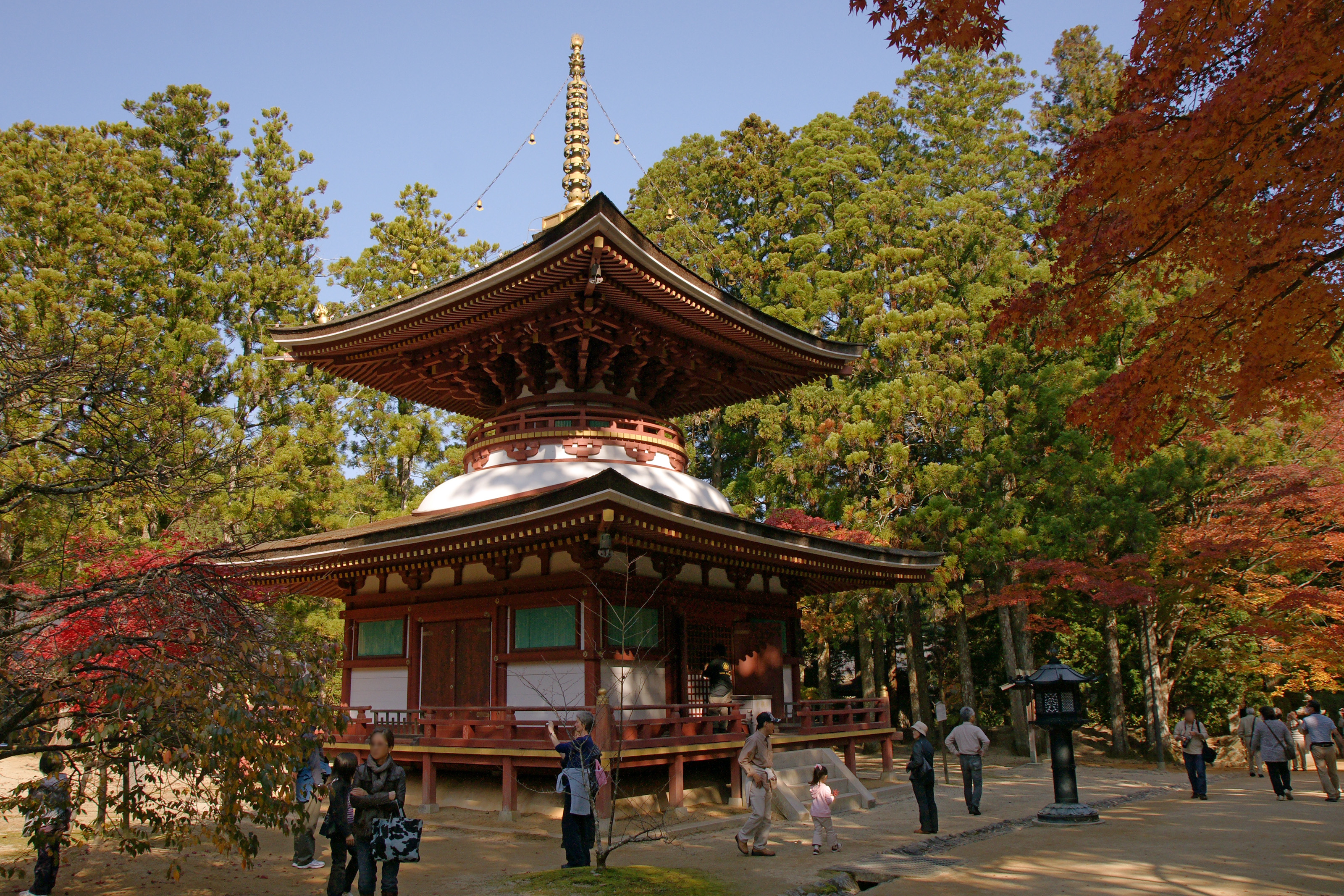
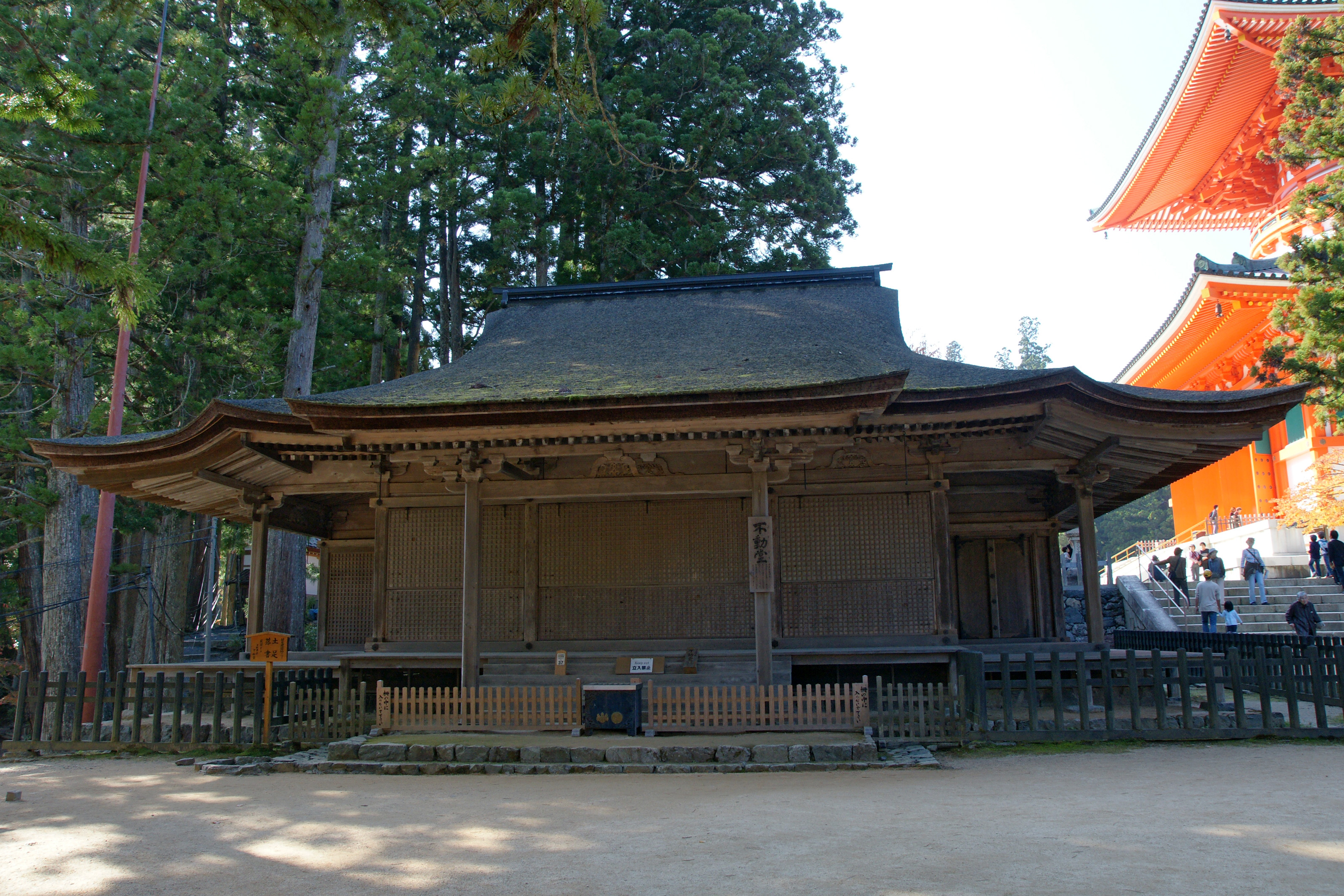
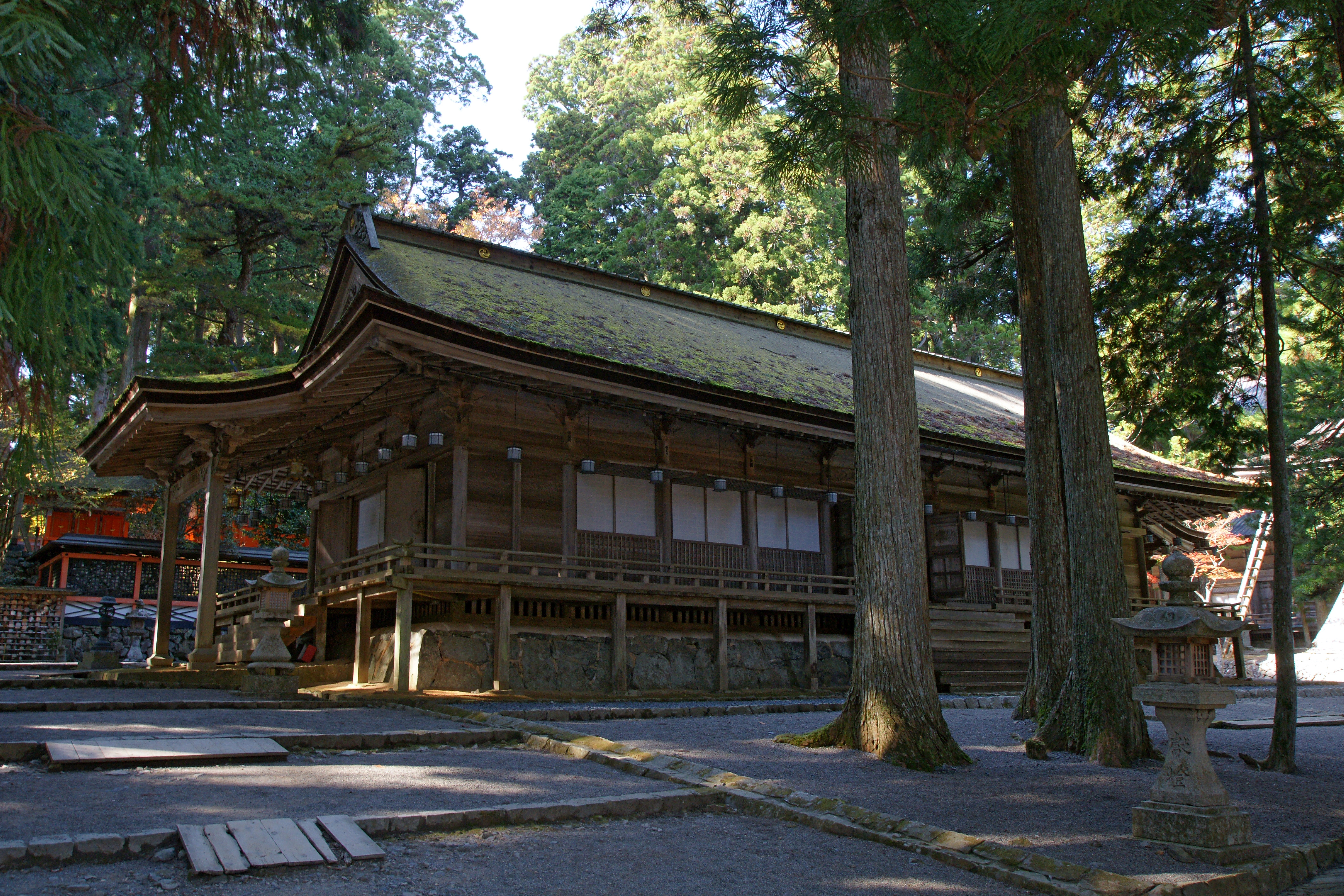
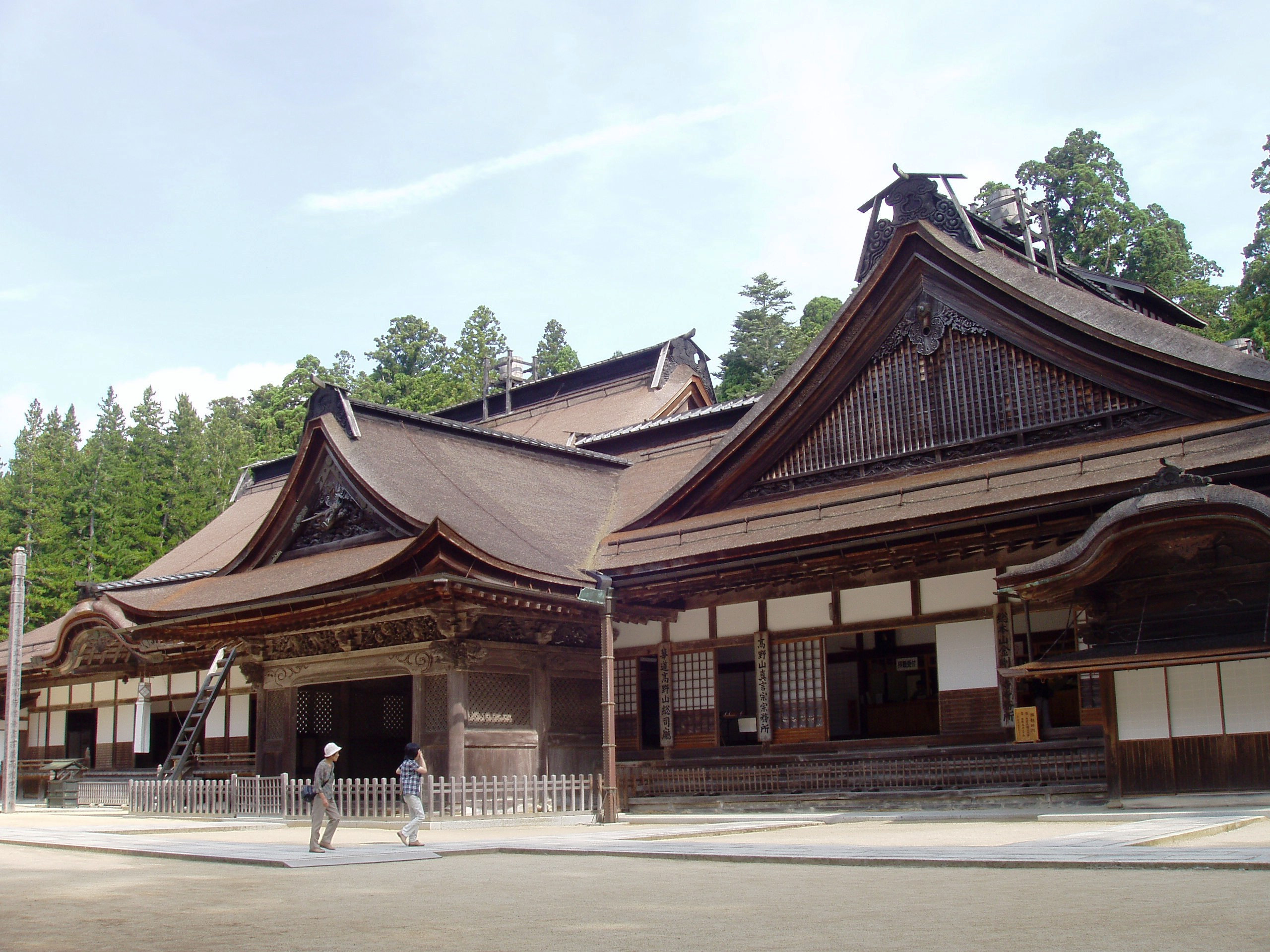
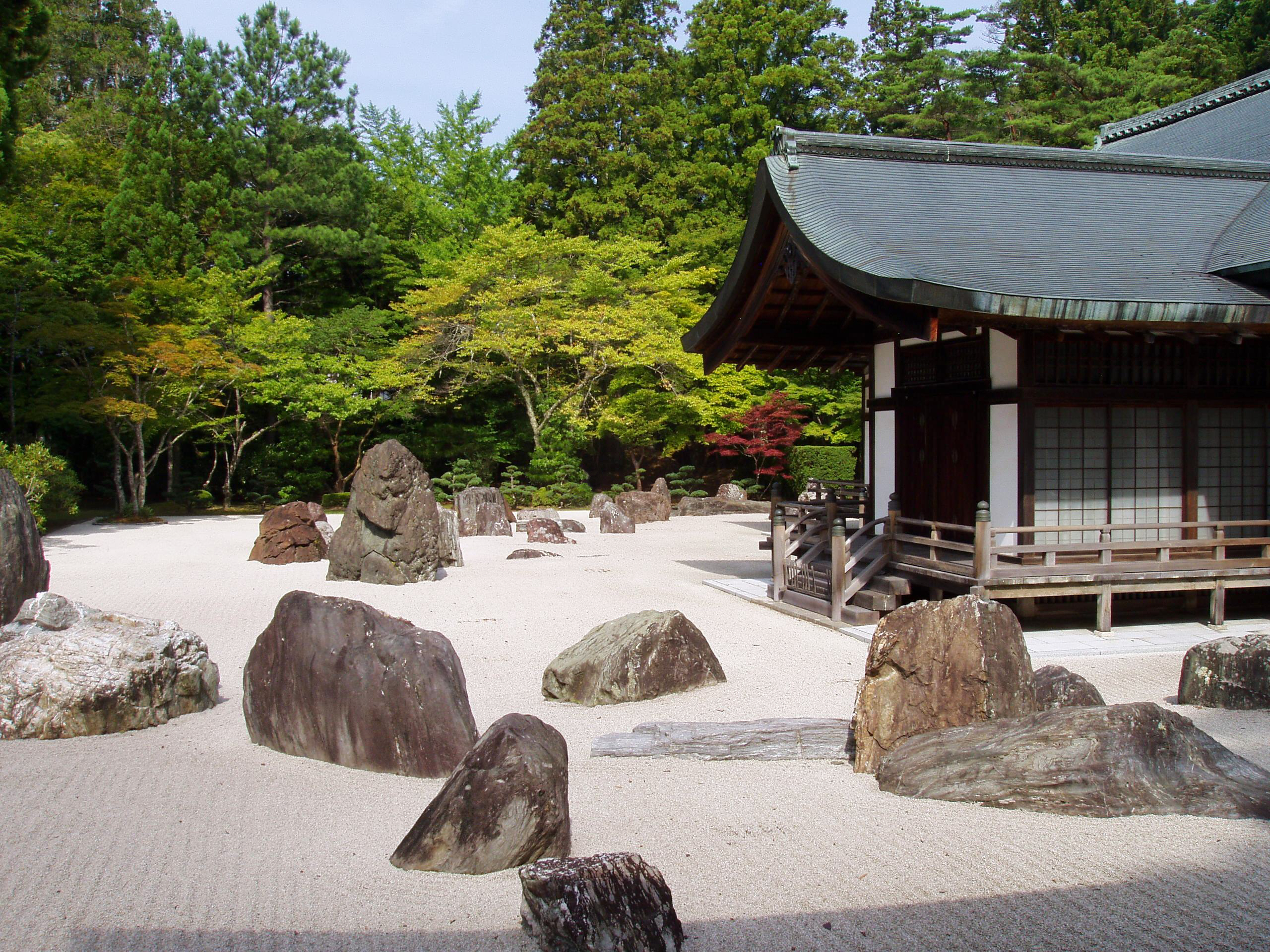
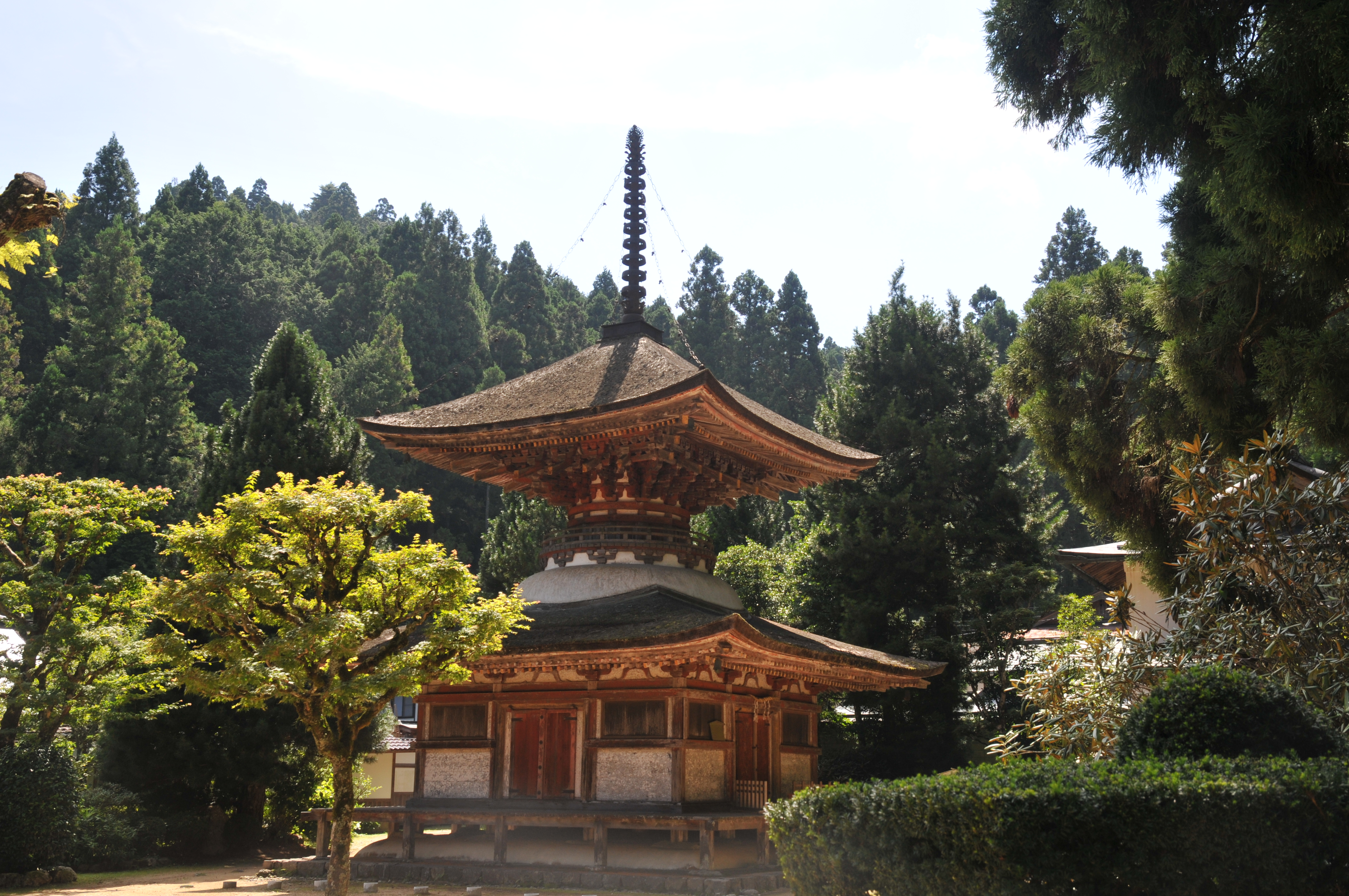
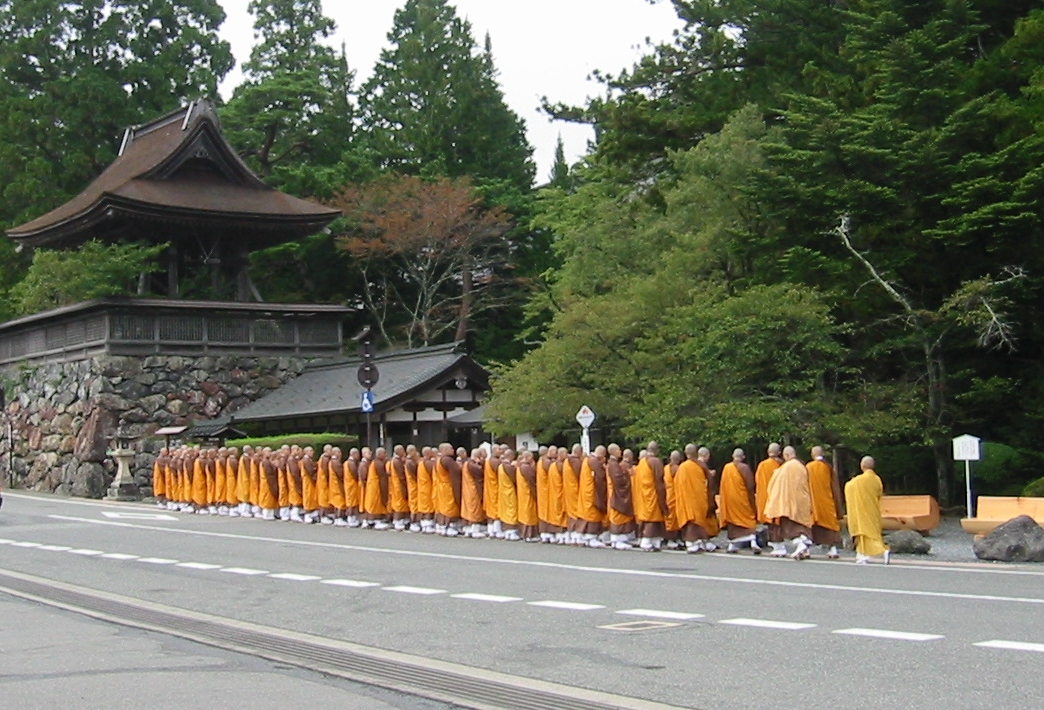
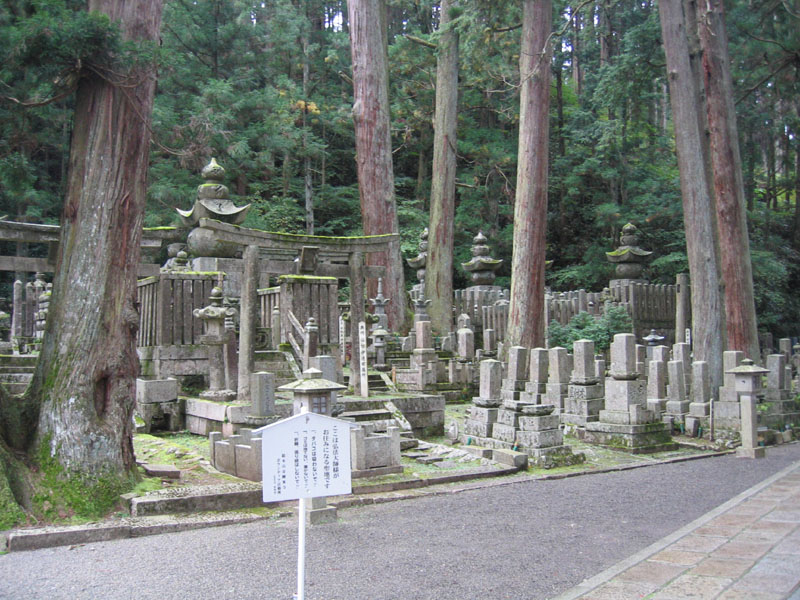
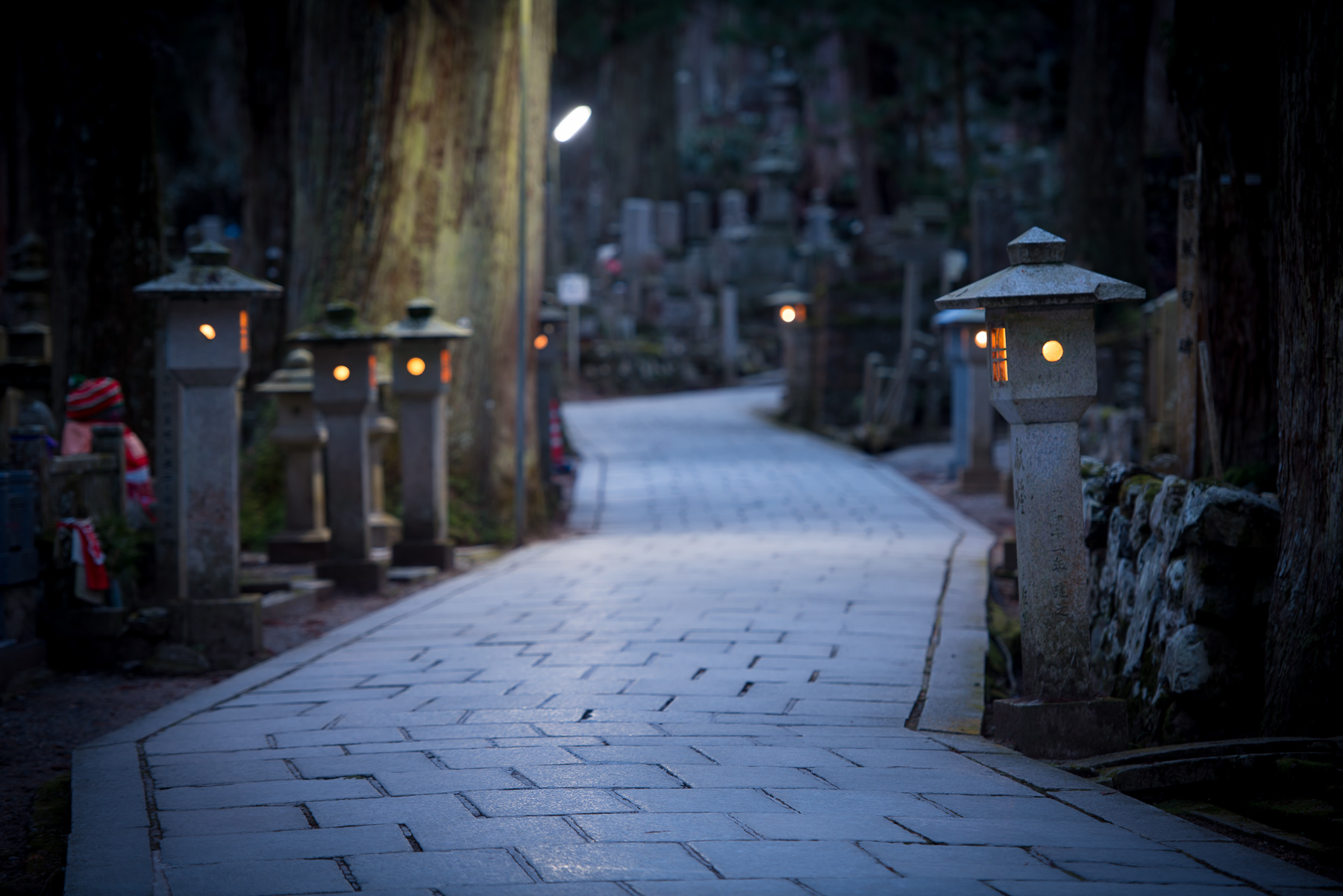
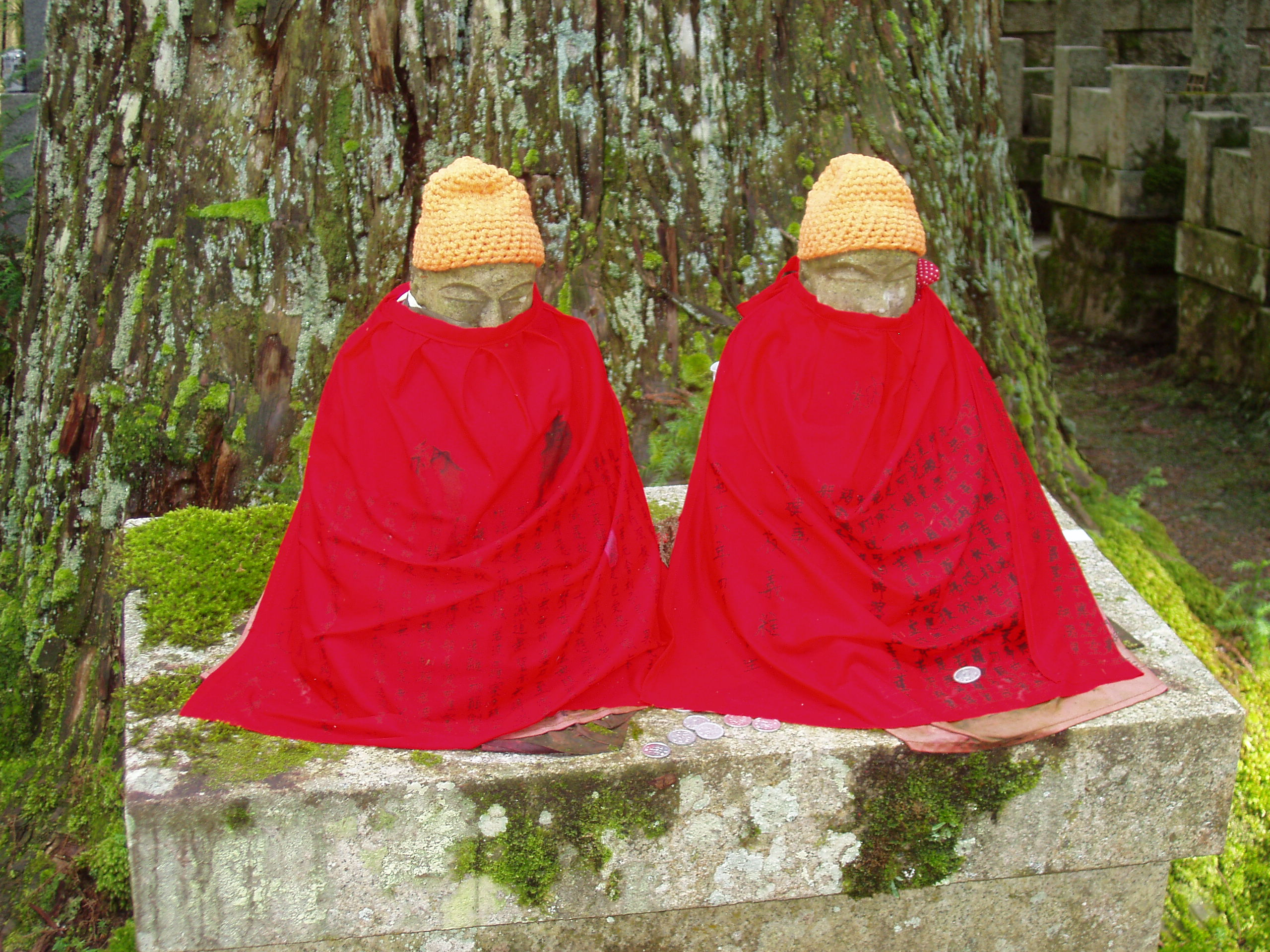
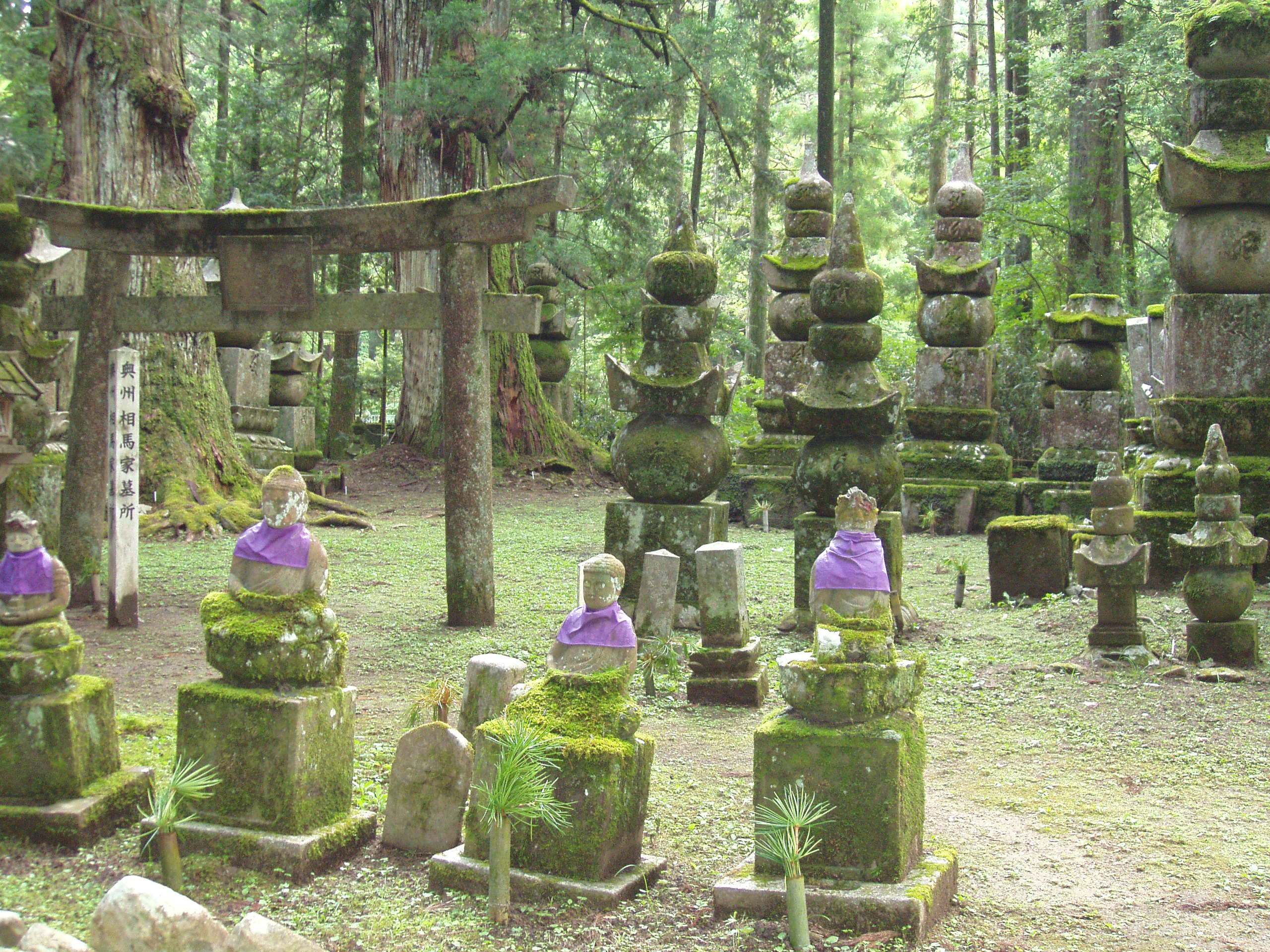
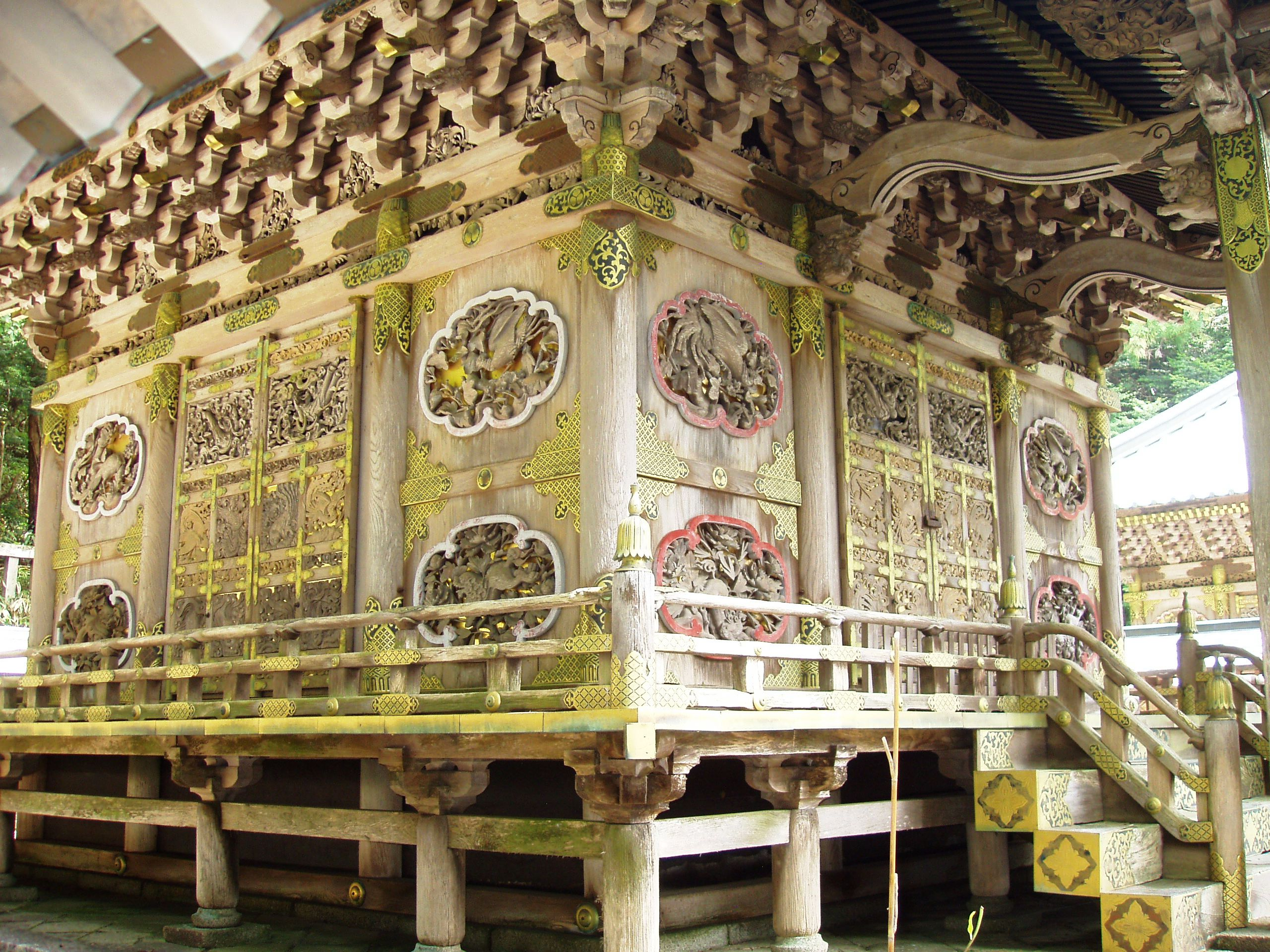